# Lijst van voetbalinterlands Bangladesh - Oezbekistan (vrouwen)
Deze lijst van voetbalinterlands is een overzicht van alle officiële voetbalinterlands tussen de nationale vrouwenteams van Bangladesh en Oezbekistan. De landen hebben tot nu toe één keer tegen elkaar gespeeld.

## Wedstrijden
| № | Plaats | Datum         | Competitie                          | Wedstrijd                | Uitslag |
| - | ------ | ------------- | ----------------------------------- | ------------------------ | ------- |
| 1 | Dhaka  | 20 maart 2011 | Olympische Spelen 2012 kwalificatie | Bangladesh − Oezbekistan | 0 − 3   |

## Samenvatting
| Competitie                     | Totaal gespeeld | Winst Bangladesh | Gelijk | Winst Oezbekistan | Doelsaldo Bangladesh – Oezbekistan |
| ------------------------------ | --------------- | ---------------- | ------ | ----------------- | ---------------------------------- |
| Olympische Spelen kwalificatie | 1               | 0                | 0      | 1                 | 0 − 3                              |
| Totaal                         | 1               | 0                | 0      | 1                 | 0 − 3                              |